# Perfekt
Perfekt (lat. perfectus = svršen) prošlo je glagolsko vrijeme koje postoji u mnogim jezicima (npr. hrvatski, starogrčki i latinski). Perfekt u kojemu je ispuštena zanaglasnica "je" naziva se krnjim perfektom.

## U hrvatskom jeziku
Perfekt ili prošlo vrijeme glagola u hrvatskom jeziku tvori se od nenaglašenog prezenta pomoćnog glagola biti i glagolskog pridjeva radnog.

### Perfekt pomoćnih glagola
Perfekt pomoćnih glagola biti i htjeti (u standardnom jeziku):
| lice | jednina          | množina           |
| ---- | ---------------- | ----------------- |
| 1.   | bio/bila sam     | bili/bile smo     |
| 2.   | bio/bila si      | bili/bile ste     |
| 3.   | bio/bila/bilo je | bili/bile/bila su |

| lice | jednina               | množina                 |
| ---- | --------------------- | ----------------------- |
| 1.   | htio/htjela sam       | htjeli/htjele smo       |
| 2.   | htio/htjela si        | htjeli/htjele ste       |
| 3.   | htio/htjela/htjelo je | htjeli/htjele/htjela su |

### Oblici po rodovima
Zbog slaganja imenice s glagolskim pridjevom, postoje različiti oblici za različite rodove subjekta.
To je ilustrirano sljedećom tablicom: u prvom je retku svakog polja tablice oblik za muški rod, u drugom za ženski, a u trećem za srednji (samo u 3. licu); u množini se koriste oblici prema pravilima za upotrebu pridjeva:
| lice | jednina                                 | množina       |
| ---- | --------------------------------------- | ------------- |
| 1.   | ja sam radio ja sam radila              | mi smo radili |
| 2.   | ti si radio ti si radila                | vi ste radili |
| 3.   | on je radio ona je radila ono je radilo | oni su radili |

Ovi se gramatički oblici mijenjaju kao ja sam visok (muški rod), ja sam visoka (ženski), itd.

## Uporaba perfekta
- Perfekt se tvori od svršenih i nesvršenih glagola te danas najčešće zamjenjuje aorist i imperfekt, ali i pluskvamperfekt.

- U trećem licu jednine kod povratnih (refleksivnih) glagola obično se izostavlja enklitika je:

Ona se je odlučila na to.
On se je uspio podići na noge.
Izvorno se ovaj vremenski oblik koristio za označavanje radnje koja se dogodila prije trenutka govorenja, ali se njezino izvršenje ili izvršavanje ne povezuje s nekim određenim prošlim trenutkom, tj. samo vrijeme nije od važnosti. Za izražavanje prošle svršene radnje koja se dogodila ili se događala u određenom trenutku koristi se aorist i imperfekt. Moguća je usporedba sa suvremenim bugarskim jezikom, koji još uvijek čvrsto razlikuje ta glagolska vremena.

## Vanjske poveznice
- LZMK / Hrvatska enciklopedija: perfekt
- LZMK / Proleksis enciklopedija: perfekt